# Jean-Pierre Cnoops
Jean-Pierre H. H. Cnoops (Sittard, 1969) is een Nederlands dirigent en saxofonist.

## Levensloop
Cnoops studeerde aan het Conservatorium Maastricht en het ArtEZ Conservatorium in Enschede onder andere saxofoon bij Adri van Velsen en Arno Bornkamp. In 1995 behaalde hij het diploma "uitvoerend musicus", dat ook met de "Dagblad Tubantia Prijs" bekroond werd. Hij werd saxofonist in het Koninklijk Concertgebouw Orkest te Amsterdam. Sinds 2005 is hij als saxofonist verbonden aan de Marinierskapel der Koninklijke Marine in Rotterdam. Hij maakt ook regelmatig deel uit van bijvoorbeeld het Nederlands Fanfare Orkest en het Nederlands Blazers Ensemble.
Hij kreeg privélessen van André Presser en kwam in 1998 aan het Conservatorium Maastricht in de orkestklas van Jan Stulen. In 1999 werd hij door een selectie met het Limburgs Symfonie Orkest toegelaten tot een masterclass van Gunther Schuller. Met een avondvullend concert in augustus 2000 in het Theater aan het Vrijthof te Maastricht met het Limburgs Symfonie Orkest heeft hij zijn studies cum laude afgesloten. In zijn studietijd dirigeerde hij meerdere malen naast het Limburgs Symfonie Orkest ook het Promenade Orkest en het ensemble Moto Carlo.
Als saxofonist maakt hij deel uit van het Mosa Saxofoon Kwartet.
Van 2003 tot 2018 was hij dirigent van de Fanfare Eensgezindheid Maasbracht-Beek waarmee  hij in 2005 wereldkampioen in de concertafdeling van de sectie fanfare op het Wereld Muziek Concours te Kerkrade werd. Hij was verder van 2005 tot 2007 dirigent van de Harmonie "De Vriendenkrans", Heel.
In 2018 werd hij dirigent van muziekvereniging st. Caecilia America. Vanaf het najaar van 2022 is hij dirigent van Harmonie Concordia Melick.